# Вессели, Жозефина
Жозефина Вессели (нем. Josephine Wessely; 18 марта 1860, Вена — 12 августа 1887, Карлсбад) — австрийская театральная актриса
. Тётка актрисы Паулы Вессели.

## Биография
Дебют актрисы состоялся в роли Луизы в постановке пьесы «Коварство и любовь» на сцене Лейпцигского городского театра. Жозефина прослужила в этом театре до 1879 года. В том же году, после гастролей в Берлине и Вене, она была приглашена в венский Бургтеатр и получила звание придворной актрисы. В Бургтеатре актриса была занята вплоть до своей смерти, предположительно, от лейкемии. Похоронена в Вене на Хюттельдорфском кладбище. Имя актрисы носит одна из улиц в венском районе Майдлинг.